# Хабібулла Ісмаїл
Ісмаїл Хабібулла (1872 — ?) — радянський діяч. Член Центральної контрольної комісії ВКП(б) у 1924—1927 роках. Член ЦВК Азербайджанської РСР.

## Життєпис
Брав участь у революційному русі. З 1903 по 1911 рік був членом перської (іранської) партії «Адалак».
Член РСДРП(б) з 1914 року. Зазнавав переслідувань за ведення нелегальної революційної діяльності.
До 1925 року працював робітником на нафтових промислах міста Баку.
З 1925 року — десятник нафтоперегонного заводу міста Баку.
Перебував на відповідальній роботі в органах контрольної комісії РКП(б) — робітничо-селянської інспекції.
Подальша доля невідома.